# Torgny Ahlgren
Torgny Ahlgren, född den 26 februari 1921 i Röks församling, Östergötlands län, död den 10 maj 1994 i Uppsala, var en svensk jurist.

## Biografi
Ahlgren avlade studentexamen i Stockholm 1940 och juris kandidatexamen vid Stockholms högskola 1946. Efter tingstjänstgöring i Västmanlands västra domsaga 1946–1949 blev han fiskal i Svea hovrätt 1950, assessor där 1957, revisionssekreterare 1962, rådman i Stockholms rådhusrätt 1965 och hovrättsråd i Svea hovrätt 1973. Ahlgren var lagman i Mjölby tingsrätt 1975–1986. Han blev riddare av Nordstjärneorden 1966.